# Mertensiella (Buchreihe)
Mertensiella ist eine seit 1992 erscheinende Buchreihe für Herpetologie als Supplement zur Zeitschrift Salamandra. Herausgeber ist die Deutsche Gesellschaft für Herpetologie und Terrarienkunde (DGHT) mit Sitz in Salzhemmendorf.
Die Monografien basieren oft auf nationalen und internationalen Fachtagungen, die zumeist einheimische Arten bzw. Fachthemen zum Inhalt hatten. Die Reihe erscheint in loser zeitlicher Folge und enthält eine Sammlung von Berichten und Studien zu verschiedenen Aspekten der vorgestellten Art.
1988 erschien der erste Band über die „Biologie und Schutz der Zauneidechse (Lacerta agilis)“.
Da Beobachtungen im natürlichen Lebensraum, Gefährdungsursachen und Schutzmaßnahmen einen Schwerpunkt der Mertensiella-Inhalte bilden, sind viele der beteiligen Autoren auch Mitglieder der AG Feldherpetologie und Artenschutz.

## Weblink
- DGHT-Publikationen